# Cuadrilla Nueva, Amatepec
Cuadrilla Nueva är en ort i Mexiko, tillhörande kommunen Amatepec i den sydvästra delen av delstaten Mexiko, i den centrala delen av landet. Orten hade 205 invånare vid folkräkningen 2010.